# Elbe-Weser-Schifffahrtsweg
Der Schifffahrtsweg Elbe-Weser, auch Binnenschifffahrtsweg Elbe-Weser, ist eine Abkürzung für kleinere Küstenmotorschiffe zwischen der Unterelbe und der Weser mit einer Länge von 62,0 Kilometern. Davon liegen etwa 54 Kilometer in Niedersachsen und 8 Kilometer in Bremerhaven (Freie Hansestadt Bremen). Zur niedersächsischen Strecke gehören 60 Kilometer Kanaldeiche sowie 45 Kilometer Kanalseitenwege. Der Schifffahrtsweg beginnt in Otterndorf mit dem Medem-Außentief und dem darin mündenden Hadelner Kanal, ab Bad Bederkesa als Bederkesa-Geeste-Kanal bis zur Geeste, die in Bremerhaven in die Weser mündet. Eigentümer der Kanalstrecken ist das Land Niedersachsen, unterhalten wird der große, niedersächsische Teil vom Niedersächsischen Landesbetrieb für Wasserwirtschaft, Küsten- und Naturschutz (NLWKN) in der Betriebsstelle Stade. Der bremische Teil mit der Schleuse am Tidesperrwerk Bremerhaven wird von Bremenports unterhalten.

## Geschichte

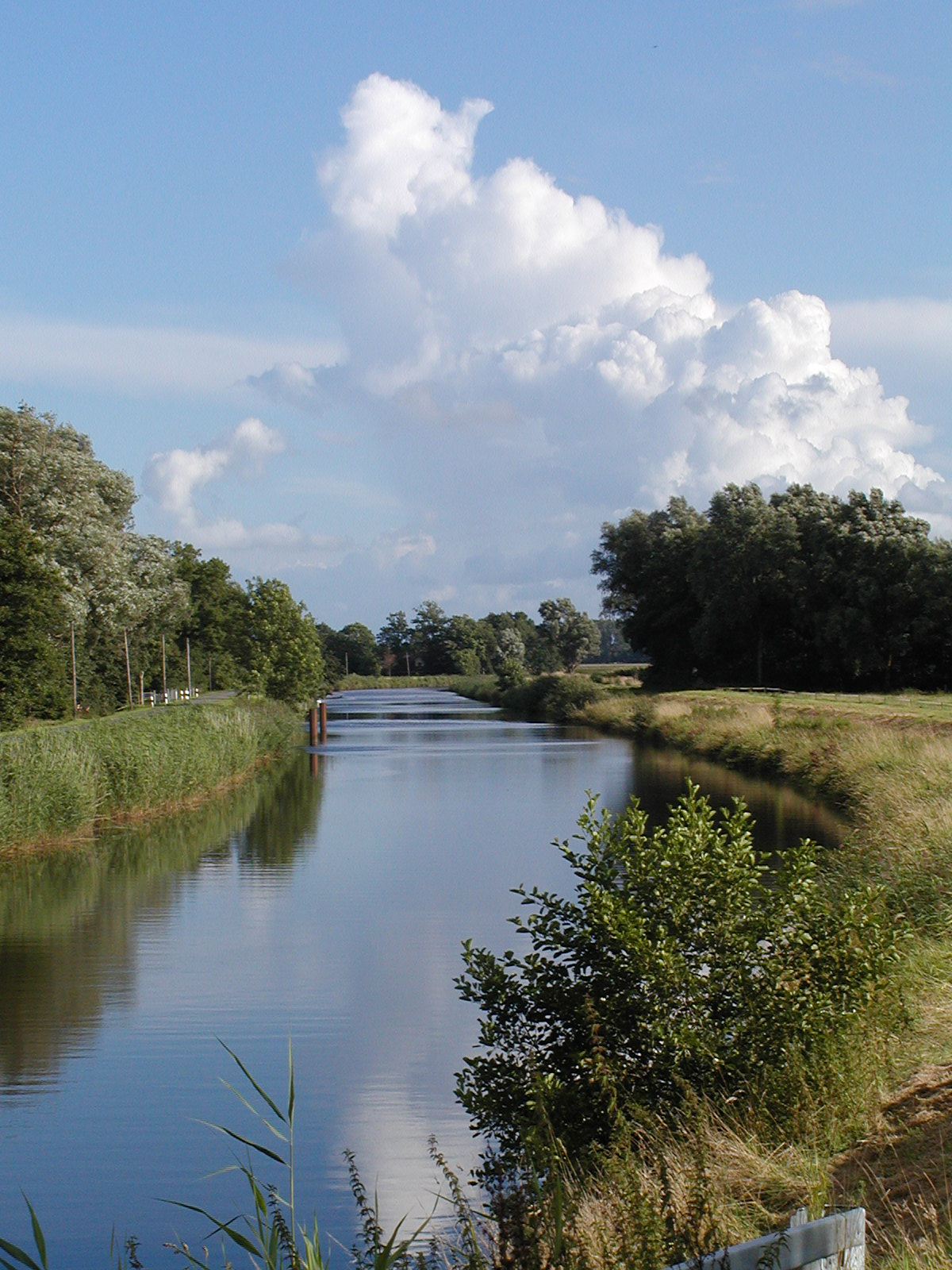
Hadelner Kanal in Bülkau

Schon sehr früh wollten die Regierenden im Elbe-Weser-Dreieck eine Verbindung zwischen der Elbe und der Weser bauen, da die Schiffe einen großen Bogen um Cuxhaven, Neuwerk und Scharhörn machen mussten. Dieser Umweg war notwendig, da das Wattenmeer mit seinen Untiefen im Gebiet zwischen der Weser- und Elbemündung unschiffbar ist. Bei stürmischer See konnten zudem keine kleinen Schiffe die Passage wagen. Die ersten Aufzeichnungen zwischen Sachsen-Lauenburg, dem Erzbistum Bremen und den Hadlern sind auf das Jahr 1542 datiert. Schon von 1608 bis 1609 wurde von der Stadt Bremen (als Landesherrin über Lehe und Bederkesa) ein Teilabschnitt gegraben, allerdings auf Druck des Erzbischofs von Bremen (dem das linke Ufer der Geeste gehörte) wieder zugeschüttet. Weitere Versuche gab es unter schwedischer Regie 1661 sowie unter hannöverscher 1768 bis 1773. Unter französischer Herrschaft wurde von 1806 bis 1811 ein weiterer Plan ausgearbeitet, aber nicht realisiert; diese Planung verfolgte das Ziel, eine Verbindung auch zwischen der Oste und der Geeste zu schaffen.
Die Berufsschifffahrt hatte auf dieser Wasserstraße ihre verkehrsstärksten Jahre Ende der 1960er, ging ab 1973 zurück und findet hier heute praktisch nicht mehr statt. Die Freizeitschifffahrt hingegen nimmt immer weiter zu und bildet wie der Tourismus insgesamt in der ländlichen Region einen Wirtschaftsfaktor.

## Hadelner Kanal
Erst durch den Bau des Hadelner Kanals (auch fälschlich Hadeler oder Hadler Kanal genannt), einem etwa 32 Kilometer lang schiffbaren Entwässerungskanal zwischen der Elbe bei Otterndorf und dem See bei Bad Bederkesa, wurde der Schifffahrtsweg möglich. Gebaut wurde der Hadelner Kanal 1852 bis 1855 und diente bis in die 1990er Jahre, neben der Entwässerung, vor allem den kleinen Küstenmotorschiffen (Kümo) und Sportbooten als Abkürzung zwischen der Weser und der Unterelbe.
Der Kanal ist für Schiffe mit einer Länge bis zu 33,5 m und einer Breite bis zu fünf Metern ausgelegt. Ein Tiefgang bis 1,5 m ist möglich sowie, bedingt durch die vielen Brücken, eine maximale Höhe von 2,7 m. Entgegen anderslautenden Vermutungen wird der Kanal in vollem Umfang gewartet, nicht zuletzt deshalb, weil sein Querschnitt für die Entwässerung des Hadelner Sietlands erforderlich ist.

## Bederkesa-Geeste-Kanal

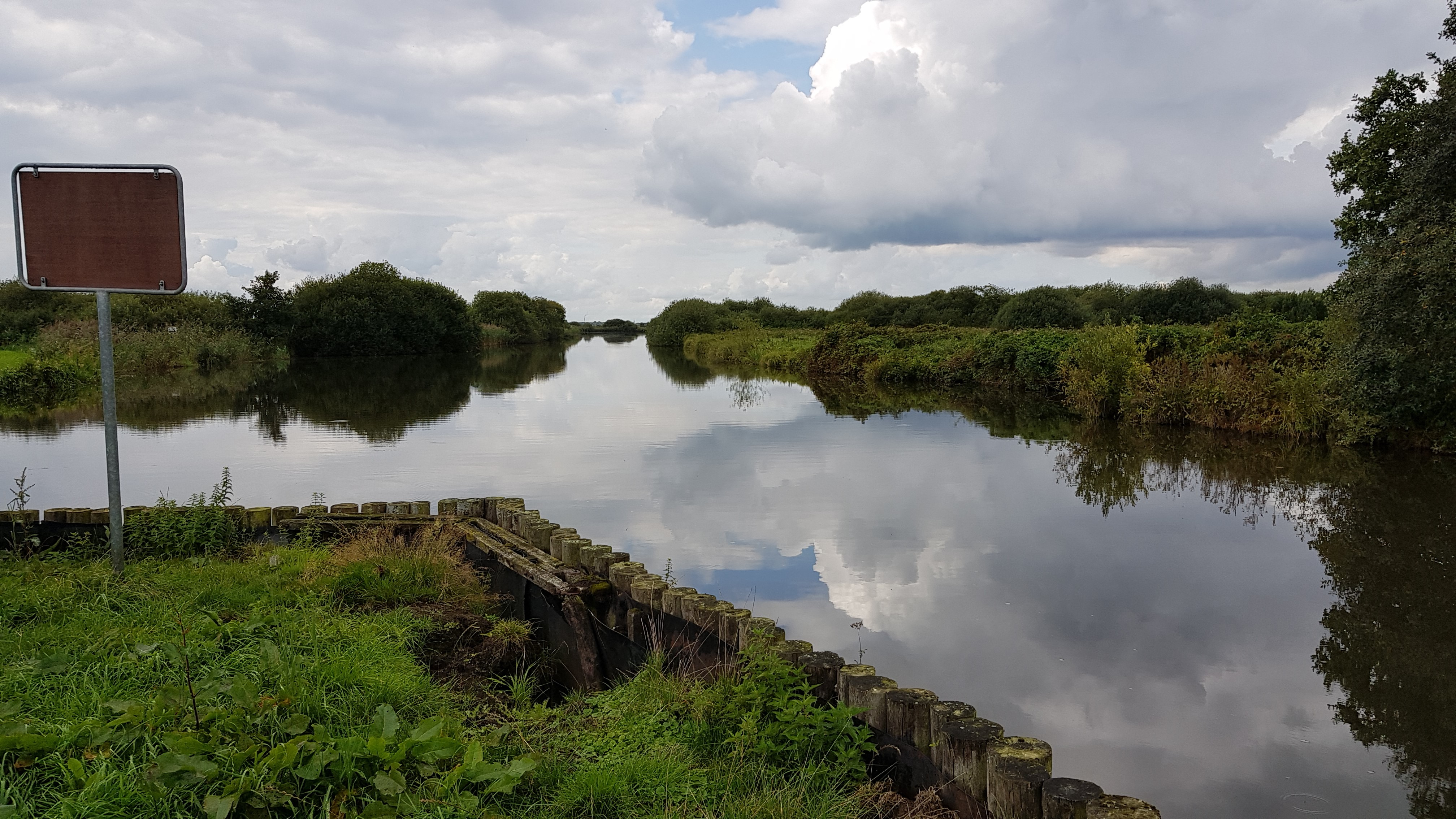
Mündung des Bederkesa-Geeste-Kanals in die Geeste

Schon vor 1648 hatte die Stadt Bremen in der Zeit ihrer Herrschaft über Lehe und Bederkesa einen Kanal von der Geeste nach Bederkesa bauen wollen, aber wegen des Einspruchs des Bremer Erzbischofs, der Landesherr über das Südufer der Geeste war, davon Abstand genommen.
Der Bederkesa-Geeste-Kanal wurde in den Jahren 1858 bis 1860 gebaut, da der Hadelner Kanal schon lange wirtschaftlich erfolgreich war und das Königreich Hannover eine Anbindung an seinen neuen Hafen Geestemünde als nützlich ansah. Diese 11 Kilometer waren aber nur bis zum Bau der Sielanlage Schiffdorfer Stauschleuse in der Geeste 1892 und nur bei Hochwasser befahrbar. Durch das Siel konnte das Tidenhochwasser nicht mehr weit genug landeinwärts dringen. Erst durch die Vertiefung 1935 bis 1937 war eine Befahrung mit Lastkähnen wieder möglich. Weitere Vertiefungen für größere Kümos gab es zwischen 1957 und 1961.

## Die Geeste
Die Geeste entspringt in Hipstedt im Landkreis Rotenburg (Wümme) 10 Kilometer westlich von Bremervörde und entwässert einen großen Teil des ehemaligen Kreises Wesermünde (jetzt Landkreis Cuxhaven).
Der Bau der dritten Schleuse 1898 in der Geeste machte diesen Fluss zwar tideunabhängig, führte aber auch dazu, dass die Fahrwassertiefe im Geestekanal zu gering wurde. So war bis in das Jahr 1935 hinein nur noch ein eingeschränkter Schiffsverkehr möglich. Nach weiteren Baumaßnahmen in den Jahren 1957 bis 1961 sowie der Errichtung eines Tide- und Sturmflutsperrwerkes in Bremerhaven verbesserte sich der Schiffsverkehr deutlich.

## Schleusen und Sperrwerke
Der Hadelner Kanal hat eine Schleuse in Otterndorf, eine Schleusung findet in den Sommermonaten regelmäßig und im Winter nur nach Anmeldung statt. Die Schleuse dient gleichzeitig als Siel zur Entwässerung des Kanals. Bei niederschlagsarmem Wetter wird unvollständig gesielt, um im Kanal den für die Schifffahrt erforderlichen Wasserstand zu halten. Bei sehr starkem Anfall von Oberflächenwasser wird eine Querverbindung zur Medem geöffnet, um Wasser aus dem Hadelner Kanal durch das Schöpfwerk Otterndorf in die Elbe zu pumpen.
Bei Lintig im Bederkesa-Geeste-Kanal befindet sich die Schleuse Lintig, die von jedem Schiffer ganzjährig selbst bedient werden kann. Die Wasserstände vor und nach dieser Schleuse sind oft sehr ähnlich. Sie ermöglicht aber, den Wasserhaushalt in Hadeln und im Geestegebiet unabhängig voneinander zu regeln.
Die sogenannte Schiffdorfer Stauschleuse in der Geeste ist keine Schleuse, sondern eine Sielanlage, die nur bei ablaufender Tide durchfahren werden konnte. Seit Bestehen des Bremerhavener Tidesperrwerks ist sie außer Betrieb, die Tore also immer geöffnet.
Die Schleuse am Bremerhavener Tidesperrwerk in der Geeste schleust täglich. Die ungewöhnlichen Schleuszeiten, jeweils zwei Stunden vor und nach dem Tidehochwasser, ergeben sich aus der geringen Durchfahrtshöhe der Brücke und der Vermeidung großer Hubhöhen beim Schleusungsvorgang. Von dort bis zur Mündung ist der Wasserstand von den Gezeiten abhängig.
Kurz vor der Mündung der Geeste in Bremerhaven befindet sich unter der Kennedybrücke das 1961 fertiggestellte Sturmflutsperrwerk mit doppelten Stemmtorpaaren. Es wird nur bei Pegelständen über 7 m geschlossen.

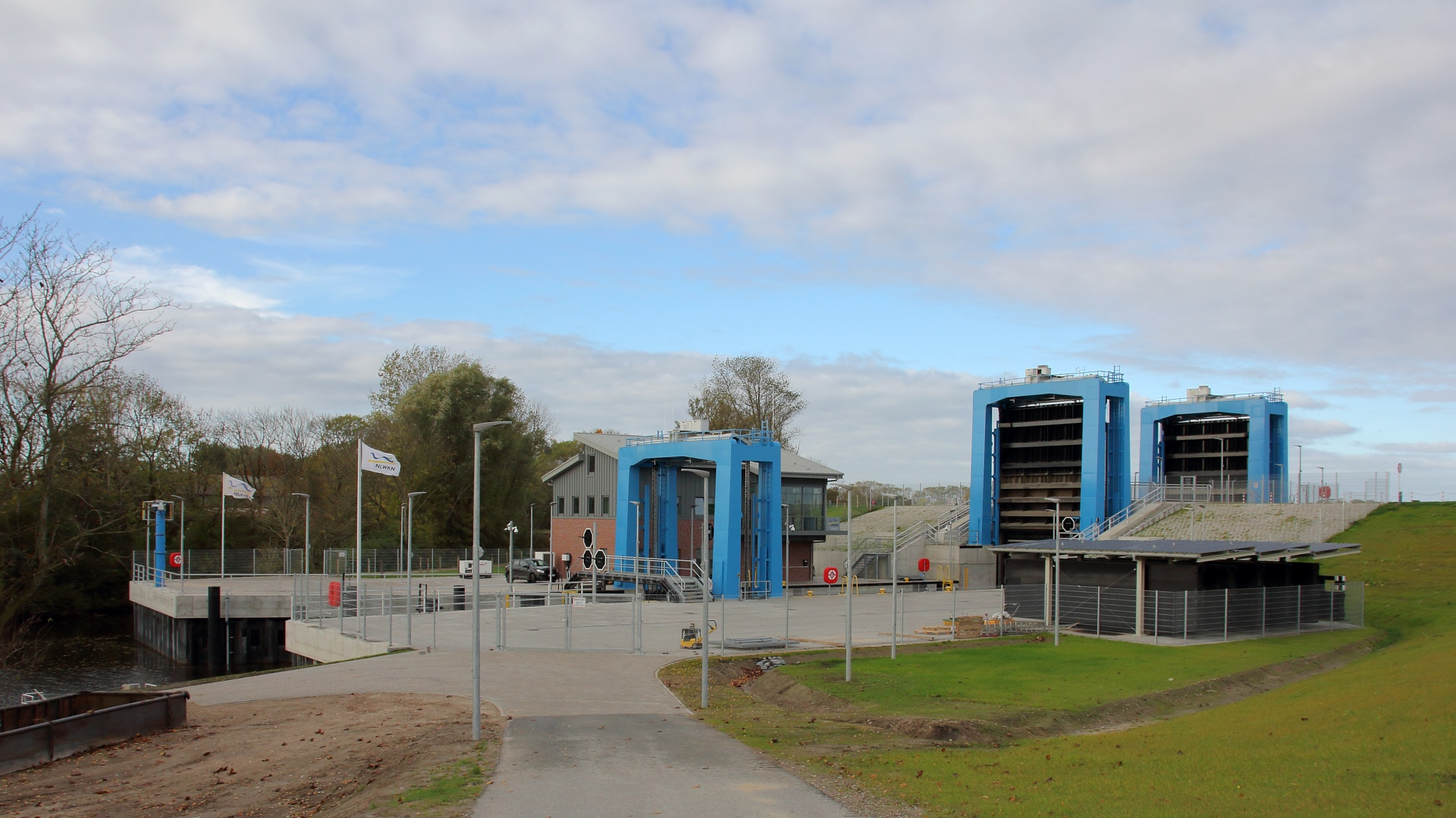
Hadelner Kanalschleuse Otterndorf
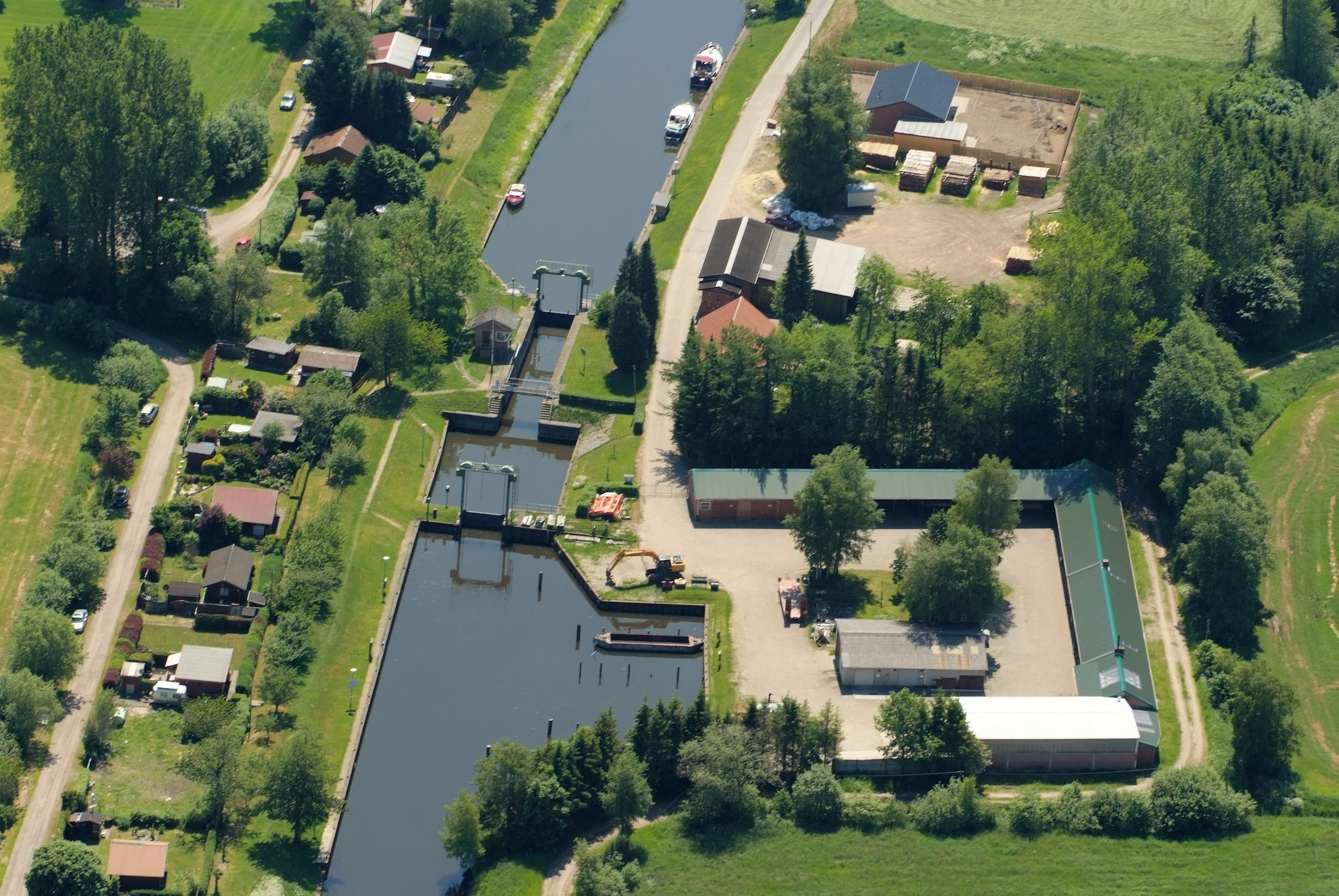
Schleuse Lintig
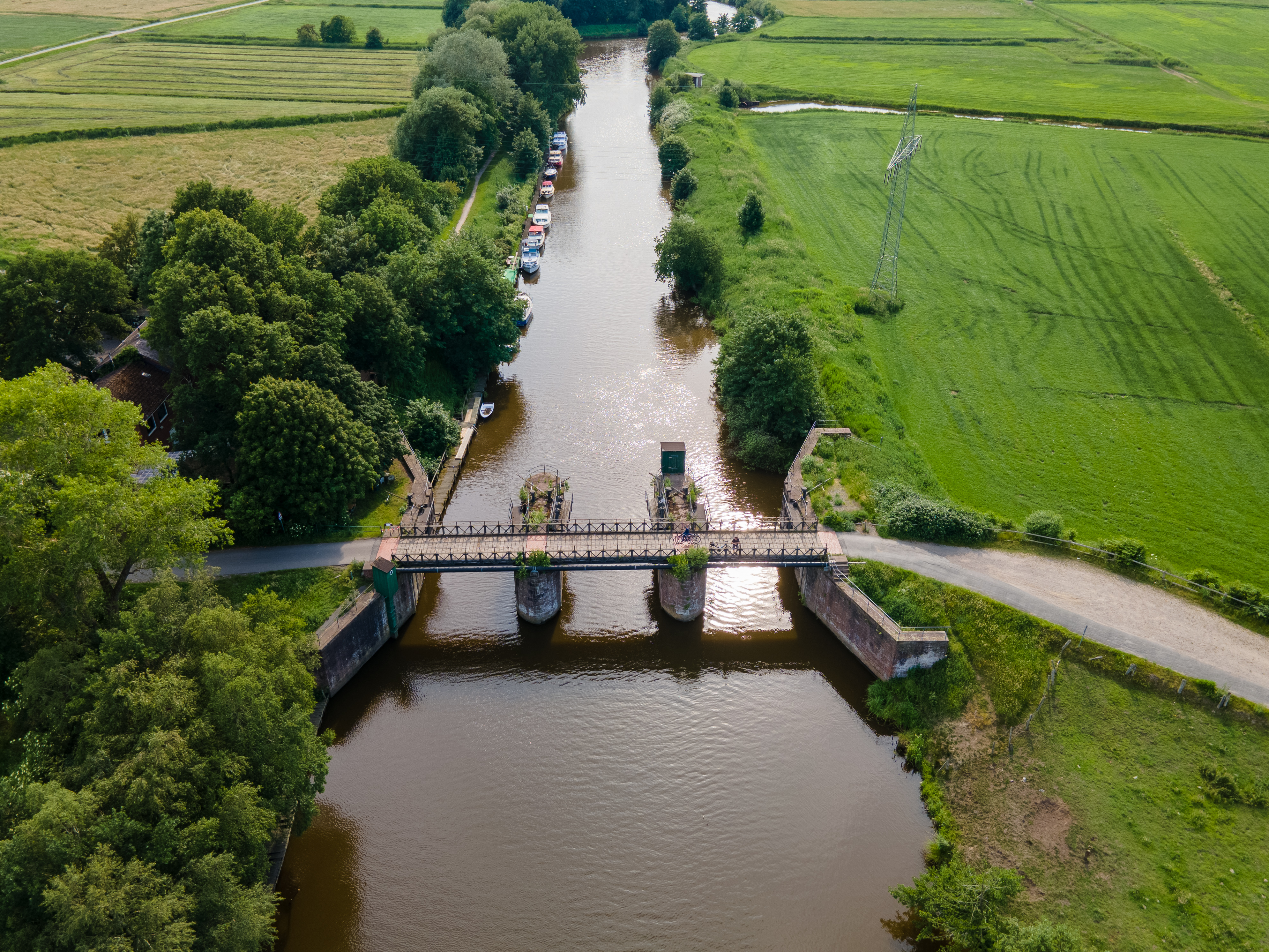
Schiffdorfer Stauschleuse
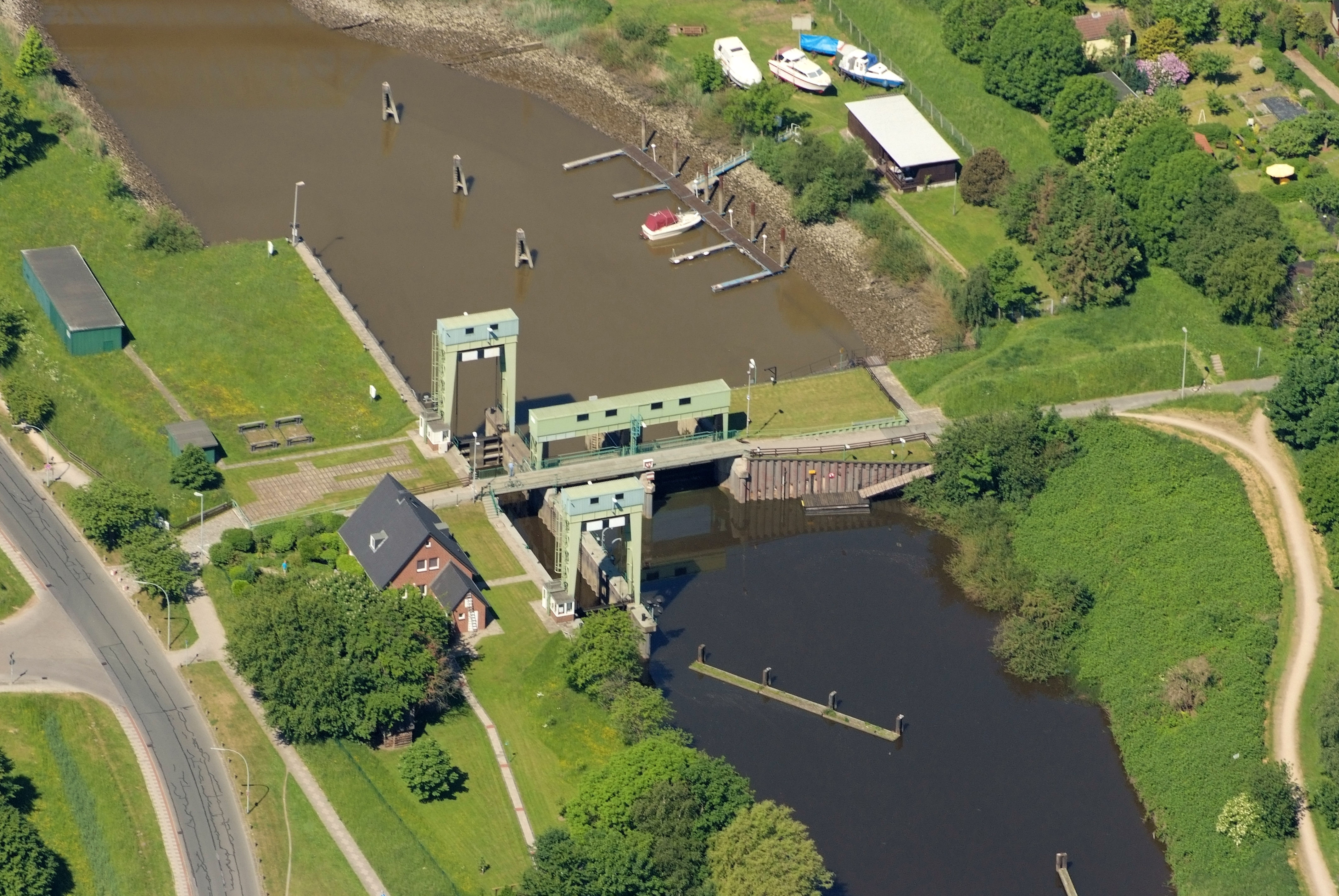
Tidesperrwerk Bremerhaven
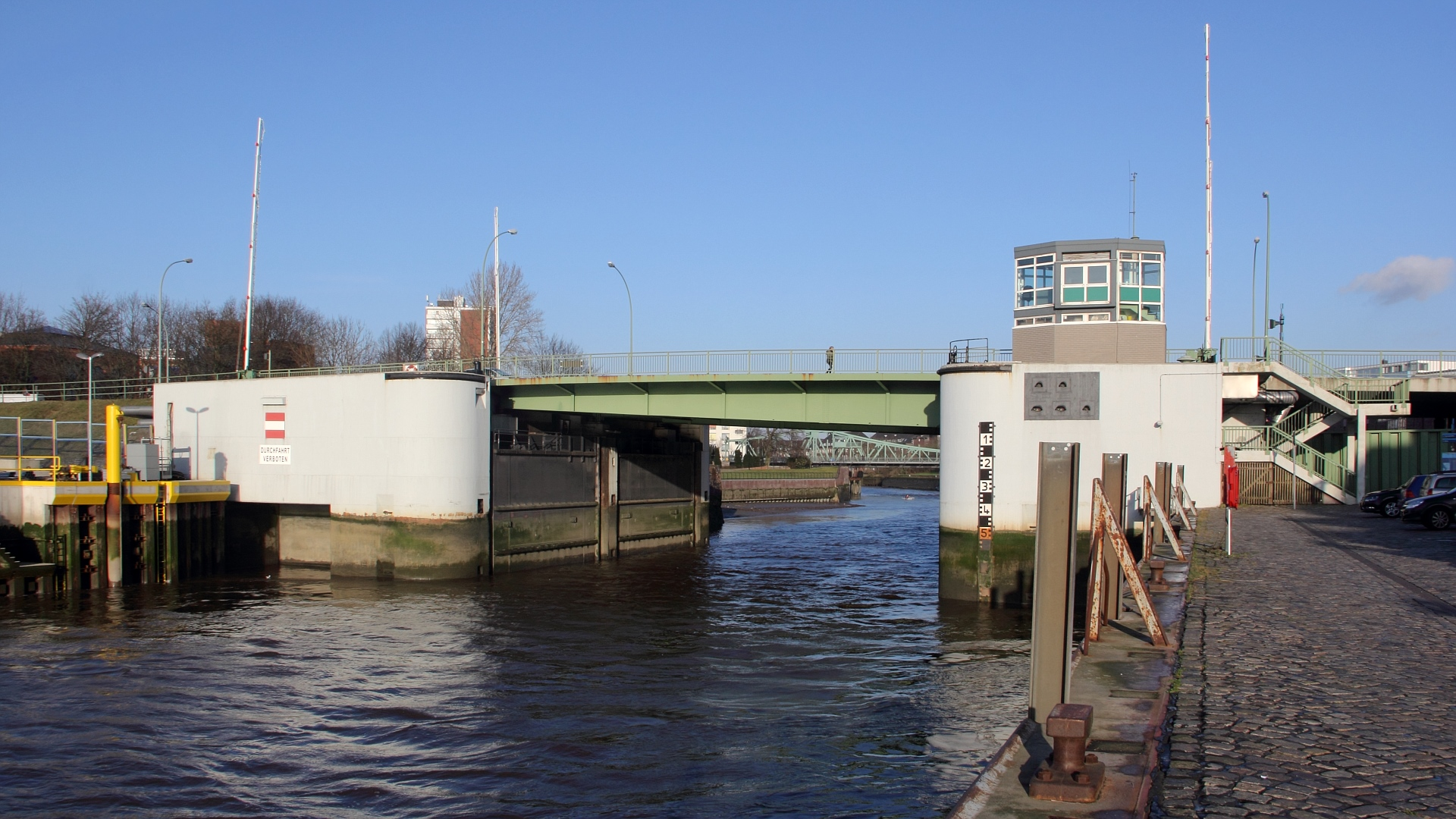
Kennedybrücke mit Sturmflutsperrwerk in Bremerhaven